# 天国と地獄 -オッフェンバック物語-
宝塚ミュージカル・ロマン『天国と地獄 -オッフェンバック物語-』（てんごくとじこく オッフェンバックものがたり）は、宝塚歌劇団のミュージカル作品。17場。
雪組公演。
併演作品は『TAKE OFF』。

## 解説
※『宝塚歌劇100年史（舞台編）』の宝塚大劇場公演参考。
舞台は1855年のフランス。
ジャック・オッフェンバックを題材とした作品。
一路真輝のトップお披露目公演であった。

## 公演期間と公演場所
- 1993年5月14日 - 6月21日（新人公演：6月8日）　宝塚大劇場
- 1993年8月4日 - 8月29日（新人公演：8月17日）　東京宝塚劇場

## スタッフ
※氏名の前に「宝塚」、「東京」の文字がなければ両公演共通
- 作・演出 - 植田紳爾
- 作曲・編曲 - 寺田瀧雄、吉田優子
- 音楽指揮 - 宝塚：佐々田愛一郎、東京：伊沢一郎（俳優ではない）
- 振付 - 羽山紀代美、黒瀧月紀夫、尚すみれ
- 装置 - 関谷敏昭
- 衣装 - 静間潮太郎
- 照明 - 今井直次
- 音響 - 加門清邦
- 小道具 - 伊集院徹也
- 効果 - 川ノ上智洋
- 演技指導 - 美吉左久子
- 演出補 - 谷正純
- 演出助手 - 木村信司
- 装置補 - 新宮有紀、広森守
- 舞台進行 - 濱野文宏
- 製作担当 - 東京：横山美次
- 制作 - 古澤真

## 主な配役
※氏名の前に「宝塚」、「東京」の文字がなければ両公演共通
本公演
- ロバート(カンパニーの主役)／ジャック・オッフェンバック - 一路真輝 
- アマンダ(カンパニーの女優)／エルミニ(ジャックの妻) - 紫とも 
- ドガー(カンパニーの男優)／リュドヴィーク(ジャックの親友) - 高嶺ふぶき 
- ビンセント(カンパニーの男優)／ジュール(ジャック兄) - 古代みず希 
- マリリン(カンパニーの女優)／コーラ(ジャック一座のプリマドンナ) - 小乙女幸 
- ジェーン(カンパニーの女優)／オルタンス(ジャック一座の歌姫) - 純名里沙 
- エリオット(カンパニーのプロデューサー) - 星原美沙緒 
- エレン(カンパニーの秘書) - 京三紗 
- デイビッド(カンパニーの演出家) - 泉つかさ 
- ダグラス(カンパニーの作曲家) - 海峡ひろき 
- ビクター(カンパニーの脚本家) - 轟悠 
- ヘンリー(カンパニーの演出助手) - 香寿たつき 
- マーガレット(カンパニーの振付師) - 早原みゆ紀 
- ベルジョジョーゾ侯爵夫人 - 矢代鴻 
- サンフォーヌ公爵夫人 - 邦なつき 
- メルラン男爵夫人 - 飛鳥裕 
- オルフィラ子爵夫人 - 亜実じゅん 
- ドゥヴォー伯爵夫人 - 灯奈美
- オベール夫人 - 春乃若葉
- ハワード(カンパニーの男優)／ルイ・ナポレオン - 和央ようか 

新人公演
- ロバート、ジャック・オッフェンバック - 和央ようか
- アマンダ、エルミニ - 純名里沙
- ドガー、リュドヴィーク - 高倉京
- ビンセント、ジュール - 有未れお
- マリリン、コーラ - 宝塚：渚あき、東京：朱未知留
- ジェーン、オルタンス - 宝塚：野乃みるて、東京：真樹めぐみ
- エリオット - 葛城七穂
- エレン - 毬花なみ
- デイビット - はやせ翔馬
- ダグラス - 宝樹彩
- ビクター - 一希星
- ヘンリー - 楓沙樹
- マーガレット - 森央かずみ
- ベルジョジョーゾ侯爵夫人 - 宝塚：?、東京：美鈴りり花
- サンフォーヌ侯爵夫人 - 宝塚：?、東京：千城歩
- メルラン子爵夫人 - 宝塚：?、東京：風早優
- ハワード、ルイ・ナポレオン - 安蘭けい